# Laportea fujianensis
Laportea fujianensis är en nässelväxtart som beskrevs av C.J. Chen. Laportea fujianensis ingår i släktet Laportea och familjen nässelväxter. Inga underarter finns listade i Catalogue of Life.